# 安達·韋斯登
安達·韋斯登（英語：Andre Wisdom，1993年5月9日—）是一位英格蘭足球運動員 ，司職中堅或右閘。

## 球會生涯

### 早年
韋斯登的職業足球生涯始於布拉德福德青年軍，成為這支青年軍繼現時阿士東維拉的德爾夫及曼聯的克莱维利後，又一位成功的青訓產品。韋斯登在青年軍表現出色，於十四歲時被利物浦簽入。

## 外部連結
- 足球数据库：安達·韋斯登的球员统计数据
- Profile at Liverpool F.C. website
- England profile （页面存档备份，存于） at The Football Association website